# Ladislav Hojer
Ladislav Hojer (ur. 15 marca 1958 w Pradze, zm. 7 sierpnia 1986 tamże) – czeski (czechosłowacki) seryjny zabójca i kanibal. Pomiędzy 1978 a 1981 zamordował na terenie Czechosłowacji pięć kobiet.   

## Życiorys
Pochodził z ubogiej rodziny. Ojciec zmarł wcześnie, pozostawiając go, wraz z trójką rodzeństwa. Wychowywała go matka, która nie wykazywała się dbałością o dzieci. W nauce osiągał słabe wyniki. Cechował się niskim ilorazem inteligencji, na poziomie 88. Z trudem ukończył szkołę specjalną, a potem przyuczył się do zawodu szklarza i zatrudnił w praskim miejskim zakładzie renowacji budynków. W 1978 rozpoczął zasadniczą służbę wojskową, którą odbywał najpierw w Liptowskim Mikułaszu, a następnie w Brnie. 4 stycznia 1981 powrócił do zakładu pracy, gdzie pracował aż do aresztowania, 11 lutego 1982. Pozostałą część życia, do egzekucji, spędził w praskim więzieniu Pankrác.   
Niedostatek inteligencji przejawiał się we wszystkich sferach jego życia, w tym kontaktach z kobietami. Miał bardzo ograniczone słownictwo, zawężające możliwość konwersacji. Również jego wygląd zewnętrzny nie zachęcał kobiet do kontaktów: był wysoki, chudy, przechylony do przodu, z długimi rękami, podłużną twarzą, długim nosem i cofniętą szczęką. Sam o sobie mówił, że jest nikim i taki pozostanie. Kobietami gardził, nazywał je kozami. Chętnie wybierał zatem towarzystwo znajomych mężczyzn, w którym czuł się swobodnie. Spędzał dużo czasu w gospodzie przy ulicy Na Homolce w rodzinnej dzielnicy Motol, gdzie był stałym i lubianym klientem.    
Jak później stwierdzili biegli to właśnie wygląd zewnętrzny połączony z zaburzeniami seksualnymi (szczególnie agresją na tym tle) były głównymi przyczynami jego problemów. Miał osobowość sadystyczną. Początkowo przemoc i gwałt projektował jedynie w swoich fantazjach: wyobrażał sobie piękne kobiety w chwili śmierci, błagające u jego nóg o miłość. Podczas epizodu z wynajętą przez przyjaciół prostytutką zdał sobie sprawę, że podnieca go nie sama kobieta, ale przemoc, którą mógł wobec niej stosować. Spełnienie seksualne było u niego możliwe tylko w drodze działania sadystycznego.

## Zbrodnie

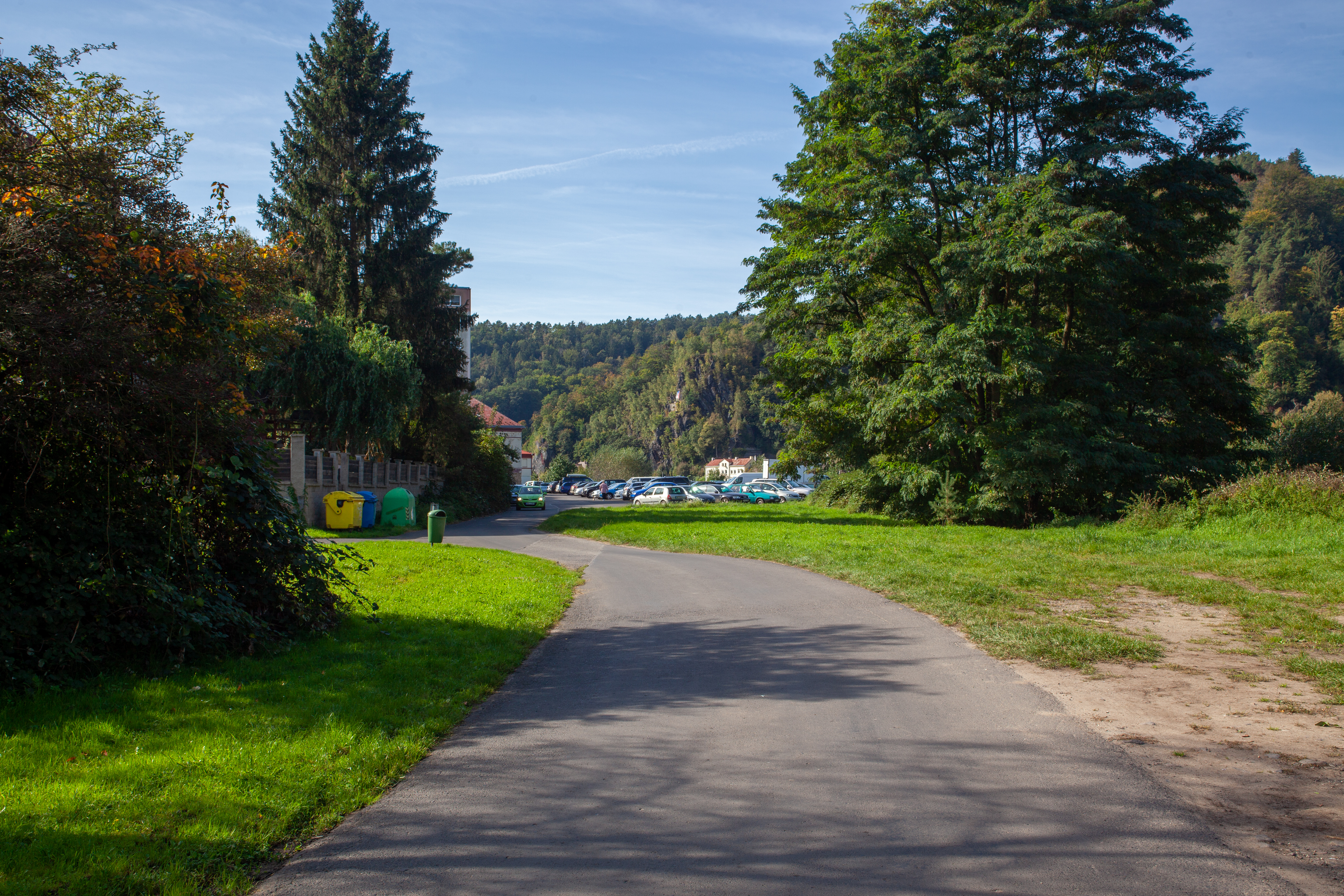
Ulica Labská w Děčínie. Miejsce pierwszej zbrodni

### Eva Rohlenová (Děčín, 1 listopada 1978)
W środę, 1 listopada 1978 udał się do Děčína, gdzie na dworcu kolejowym wypatrywał odpowiadających mu kobiet. Jedna z nich, za którą podążył, weszła jednak do budynku, zanim zdołał przedsięwziąć jakiekolwiek kroki. Pierwszą jego ofiarą była trzydziestoletnia Eva Rohlenová, która wyszła wraz ze swoim trzecim mężem z kina Kotva. Po pożegnaniu się z nim udała się na bulwar nad Łabą, gdzie planowała spotkanie ze swoim kochankiem. Hojer szedł za nią. Był to moment przełomowy w jego życiu – właśnie wtedy postanowił po raz pierwszy, że dokona zabójstwa. Mijając Rohlenovą, chwycił ją lewą ręką za usta i nos, pociągnął w tył, podciął nogi i odwlekł na porośnięty trawą teren między rzeką a ulicą Łabską (Labská). Kobieta nie broniła się i szybko straciła przytomność. Hojer obnażył ją i obiema rękami udusił. Bezskutecznie próbował stosunku seksualnego ze zwłokami. Ostatecznie osiągnął orgazm w drodze masturbacji. Po próbie stosunku wbił pokrzywę w pochwę ofiary. Ciało porzucił, udał się na dworzec i wrócił do Pragi.   
Zwłoki znaleziono dnia następnego. Głównym podejrzanym był początkowo mąż Rohlenovej, ponieważ policja odnalazła kilku mężczyzn będących jej kochankami, co mogło sugerować mord z zazdrości. Przesłuchiwano również kochanka, który był z nią umówiony nad Łabą, ale ustalono, że postanowił zostać w hotelu, co dawało mu alibi (był widziany przez wiele osób).   

### Yvona Špringlová (pociąg pospieszny nr 770 Praga – Děčín, 9 lutego 1980)
Z końcem 1978 Hojer zaczął zasadniczą służbę wojskową i przez dłuższy czas przebywał w Liptowskim Mikułaszu (obecna Słowacja). W jednostce wojskowej, w której służył panował wyjątkowy bałagan i nieformalne zwyczaje. Umożliwiało to żołnierzom m.in. niekontrolowane wyjazdy z miejscowości. W nocy z 8 na 9 lutego 1980 przyjechał do Pragi i wysiadł na dworcu Praha střed (obecnie Praha Masarykovo nádraží). Na jednym z peronów dostrzegł studentkę ostatniego roku medycyny, dwudziestopięcioletnią Yvonę Špringlovą, która żegnała się ze swoim mężem, porucznikiem Czechosłowackiej Armii Ludowej i zamierzała udać się do rodziny w Děčínie. W tym celu wsiadła do czwartego wagonu pociągu pospiesznego nr 770. Hojer wsiadł z nią, planując, że wysiądzie tam, gdzie ona, i wtedy ją zaatakuje. Plan ten jednak uległ zmianie, gdy kobieta udała się do toalety. Hojer miał ze sobą uniwersalny klucz, którym otworzył drzwi. Zastał Špringlovą z opuszczoną bielizną, co praktycznie uniemożliwiało jej obronę. Napastnik działał błyskawicznie: chwycił kobietę za kark, a drugą ręką zdarł z niej szal, owinął go wokół jej szyi i udusił. Próbował manipulować z bezwładnym ciałem, ale znowu nie przyniosło to zaspokojenia seksualnego, w związku z czym dokonał masturbacji i ejakulował na podłogę. Po opuszczeniu toalety zamknął drzwi na klucz i wysiadł w Uściu nad Łabą.    
Ciało odnalazła po godzinie ósmej rano w Děčínie sprzątaczka, która porządkowała wagony na torach odstawczych. Niektórzy funkcjonariusze policji kryminalnej już wówczas dostrzegli pewne podobieństwa między oboma zabójstwami, ale punktów stycznych, które jednoznacznie potwierdzałyby jednego sprawcę było wówczas jeszcze za mało. Z tego powodu oba śledztwa prowadzone były oddzielnie. Początkowo przyjęto motyw rabunkowy, ponieważ sprawca zabierał ofiarom różne przedmioty. Ostatecznie jednak skłoniono się ku motywowi seksualnemu, za którym przemawiały ślady spermy, obnażenie ciał i ślady manipulowania przy zwłokach. Policja ustaliła personalia prawie wszystkich podróżnych pociągu nr 770. Na 48 osób zidentyfikowano 47. Wszystkich oprócz Hojera, który wysiadł w Uściu nad Łabą, a potem wrócił do jednostki wojskowej. Jego eskapada odbyła się bez wiedzy przełożonych, w związku z czym, gdy do jednostki przyszło policyjne żądanie wskazania nazwisk wszystkich żołnierzy, którzy przebywali w czasie morderstwa na terenie Czech, dane Hojera nie figurowały na tej liście.   

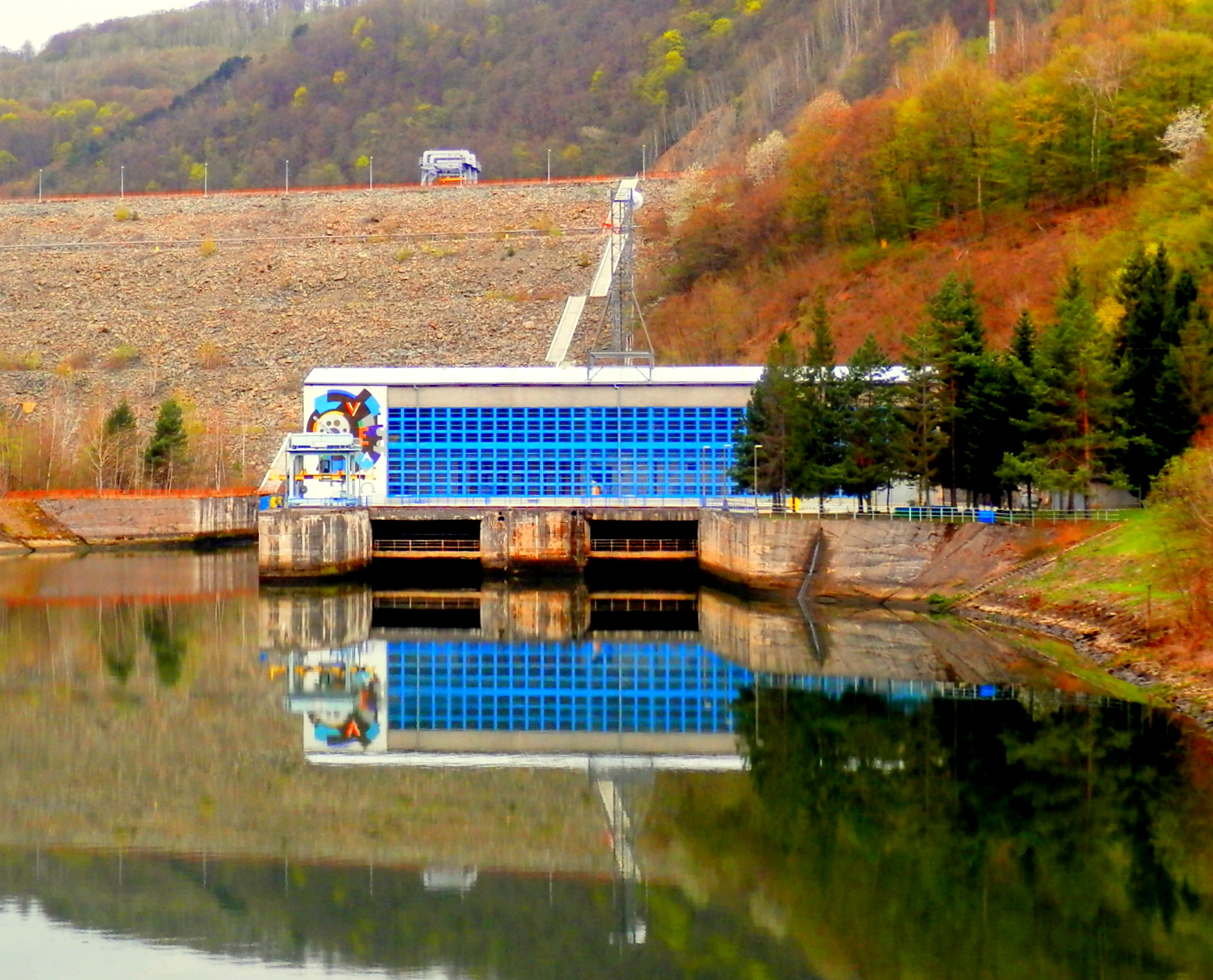
Zapora Ružín. Miejsce zabójstwa nieznanej kobiety

### Nieznana z Ružína (Ružín, koniec sierpnia 1980)
Z końcem sierpnia 1980 Hojer pojechał z kolegą pociągiem do Koszyc. W drodze powrotnej do jednostki wysiadł na stacji Margecany, gdzie krążył po okolicy, i pieszo dotarł do dość odległej stacji Ružín, gdzie znajdowało się popularne wśród mieszkańców Koszyc i Popradu kąpielisko nad Hornadem. Spodobała mu się tam młoda kobieta stojąca na brzegu zapory wodnej. Błyskawicznie ją zaatakował, jednak ofiara mocno się broniła, drapiąc i wyrywając się napastnikowi. W końcu udało mu się ją udusić. Zaspokoił go sam akt morderstwa i nie dokonywał już żadnych manipulacji na zwłokach (według innych danych wielokrotnie ją zgwałcił w bardzo brutalny sposób, a także odciął jej głowę i oba nadgarstki). Obciążył ciało kamieniami, powiązał drutem i utopił w zalewie. Zwłoki wypłynęły dopiero 11 października 1981. Były pozbawione głowy i wszelkich miękkich części. Identyfikacja ofiary nie była możliwa.   

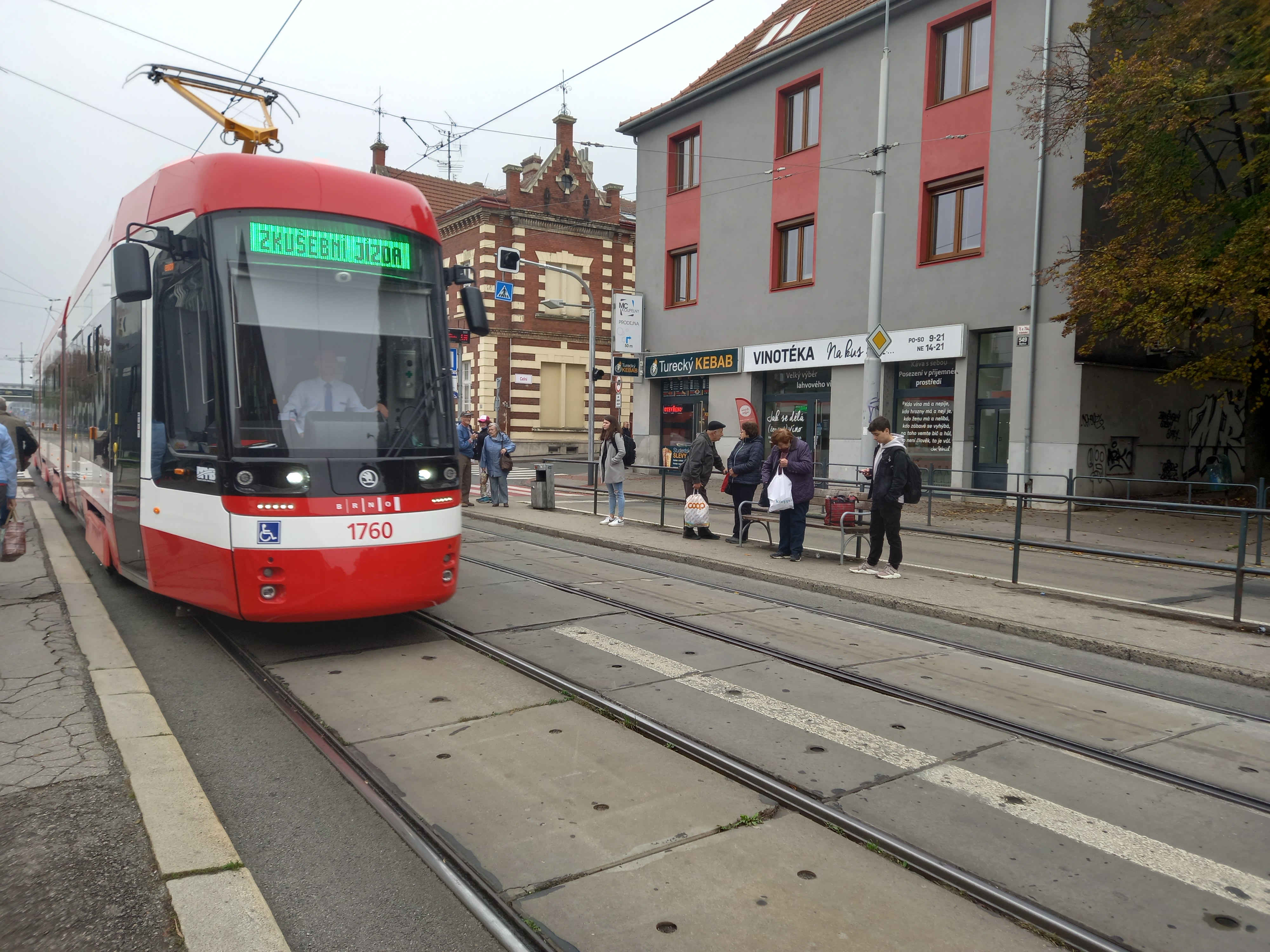
Tramwaj na ulicy Wiedeńskiej w Brnie. W tym rejonie wysiadła i zginęła Ivana Mátlová

### Ivana Mátlová (Brno, 31 stycznia 1981)
28 grudnia 1980 Hojer zakończył służbę wojskową. 30 stycznia 1981 udał się do Brna. Kilka godzin chodził po mieście, próbował też poznać dziewczynę, która mu odmówiła. Niepowodzenie spowodowało, że zaczął spożywać alkohol w restauracjach. Trafił m.in. do lokalu Hvězda, gdzie na balu pracowników miejscowego ogrodu zoologicznego bawiła się Ivana Mátlová z przyjaciółką Anną, Greczynką. Obie opuściły lokal około godziny 3 w nocy, 31 stycznia 1981. Tramwajem linii 15 pojechały do Starego Brna i wysiadły na przystanku przy ulicy Konvovej (obecnie Wiedeńskiej), gdzie się rozdzieliły. Hojer śledził Mátlovą, a gdy weszła na teren niewielkiego parku, zbliżył się do niej od tyłu. Chwycił ją i zakrył jedną dłonią usta, jednak wcześniej udało jej się wydać dość głośny krzyk, słyszany przez jednego z późniejszych świadków o godzinie 3:30. Nieprzytomną kobietę zawlókł około dwadzieścia metrów, za betonowe płyty, rzucił na ziemię i ostrym nożem sadowniczym rozciął ubranie oraz bieliznę. Sam również częściowo się rozebrał i bezskutecznie próbował dokonać gwałtu. Potem ją udusił, a ciału zadał 39 ran nożem. Odciął zwłokom piersi i genitalia, zabrał je do Pragi w foliowej siatce i tam po tygodniu zjadł (częściowo), ugotowawszy je najpierw w słonej wodzie. Sekcja zwłok wykazała potem, że Mátlová była w drugim miesiącu ciąży.   
Ciało odnalazł około godziny 7 rano emeryt z psem. Policja ponownie zaangażowała duże środki w badanie różnych tropów, które okazywały się płonne. Przy okazji ujęto mężczyznę podejrzanego o inne morderstwo (zadźgał swoją babcię). Do zbrodni przyznał się też dwudziestojednoletni Jordańczyk, które studiował w Brnie, miał kiepskie wyniki i pozorowaną próbę samobójczą za sobą. Zabójstwo poruszyło opinię społeczną w całej Czechosłowacji i było szeroko komentowane przez media.    
Z uwagi na fakt, że zabójstwo to było wyjątkowo nietypowe i sadystyczne, śledczy wezwali do współpracy ekspertów z grona psychiatrów i seksuologów, którzy opracowali możliwą charakterystykę sprawcy (profil psychologiczny). Ocenili zabójcę, jako niezwykle niebezpiecznego dewianta seksualnego oraz sadystę o orientacji nekrofilskiej, który osiąga satysfakcję seksualną poprzez morderstwo. Wskazano wówczas, że sprawcą może być psychopata, którego zachowanie będzie znacznie odbiegało od przeciętnego. Określono kilka przejawów jego funkcjonowania: agresywność, niestabilność w relacjach zawodowych, introwersję i ekscentryczność, czy słabe zdolności nawiązywania relacji, szczególnie z kobietami, co może owocować nieśmiałością, a nawet niegrzecznością w stosunku do kobiet. Określono też wiek sprawcy na 18–35 lat (po aresztowaniu Hojer przeszedł badanie lekarskie, które wykazały, że miał 185 cm wzrostu i 70 kg wagi) oraz spekulowano, że nie znał ofiary i można przypuszczać, że miał już wcześniejsze doświadczenia z działalnością przestępczą, mógłby być również leczony przez psychiatrę.    

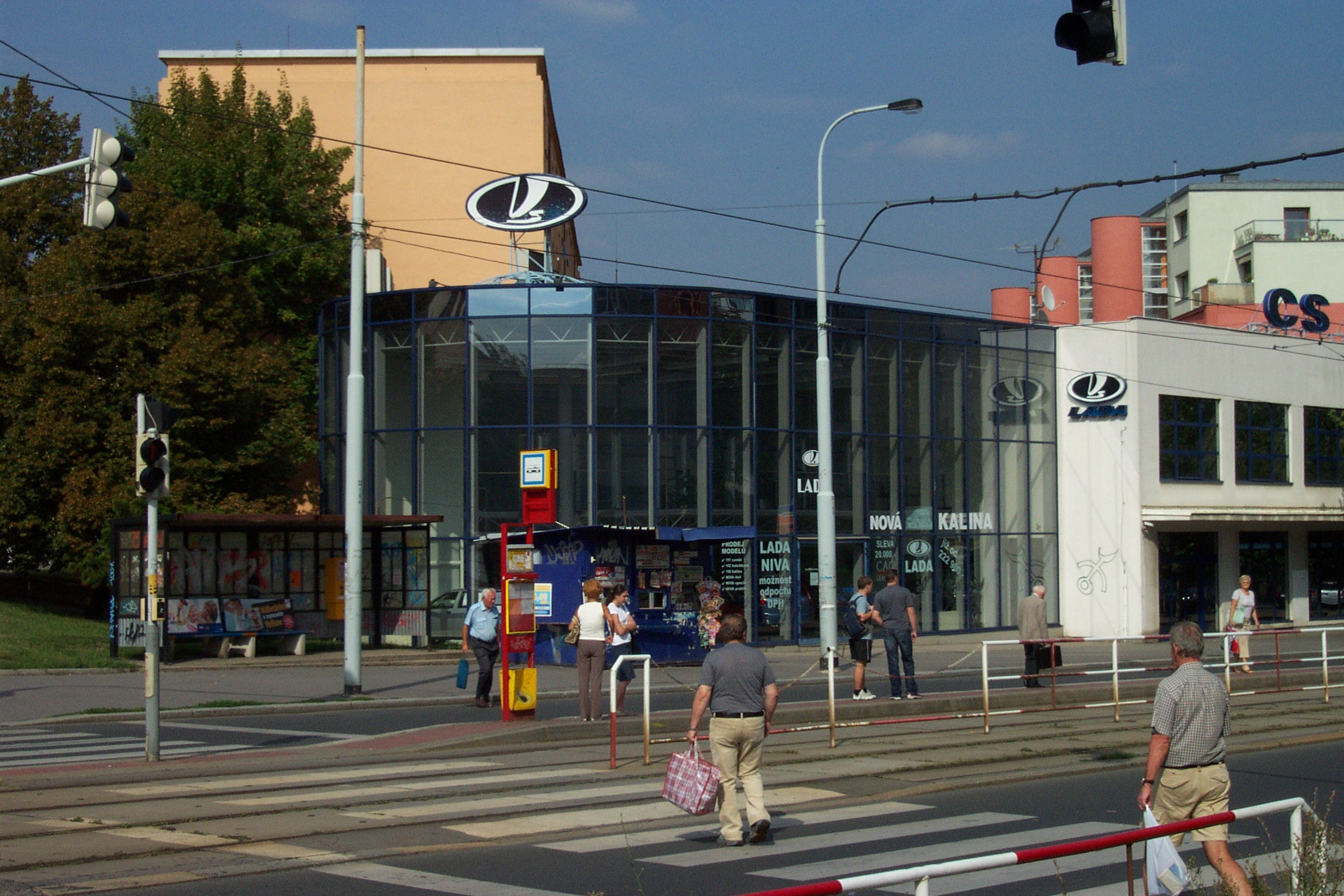
Przystanek Chmelnice na praskim Jarovie. Tutaj Hojer napadł Šarkę.

### Šarka (Praga Jarov, 13 sierpnia 1981)
13 sierpnia 1981 Hojer zaatakował po raz kolejny, tym razem na przystanku tramwajowym Chmelnice na praskim Jarovie. Około godziny 2 w nocy zobaczył tam zamroczoną alkoholem dwudziestojednoletnią Šarkę. Objął ją od tyłu, zakrył usta dłonią i odwlekł w bok, do parku, a następnie zdarł z niej ubranie. Ofiara broniła się, ale ostatecznie uległa. Do gwałtu nie doszło, ponieważ napastnik przedwcześnie ejakulował, podniecony samą przemocą. Mimo tego Hojer nie chciał się jeszcze rozstawać z Šarką. Doszło do dialogu, podczas którego zaprosił ją do domu. Ofiara zgodziła się, widząc możliwość ucieczki po drodze. Uchwyt napastnika wówczas zelżał i kobieta wyrwała mu się, odbiegając główną ulicą Koněvovą. Hojer dogonił ją i zaczął bić, jednak w okolicznych oknach zaczęli pojawiać się ludzie, w związku z czym zbiegł. Napadnięta nie mogła w znaczący sposób pomóc policji, ponieważ napastnik atakował z tyłu, po ciemku i nie widziała jego twarzy.    

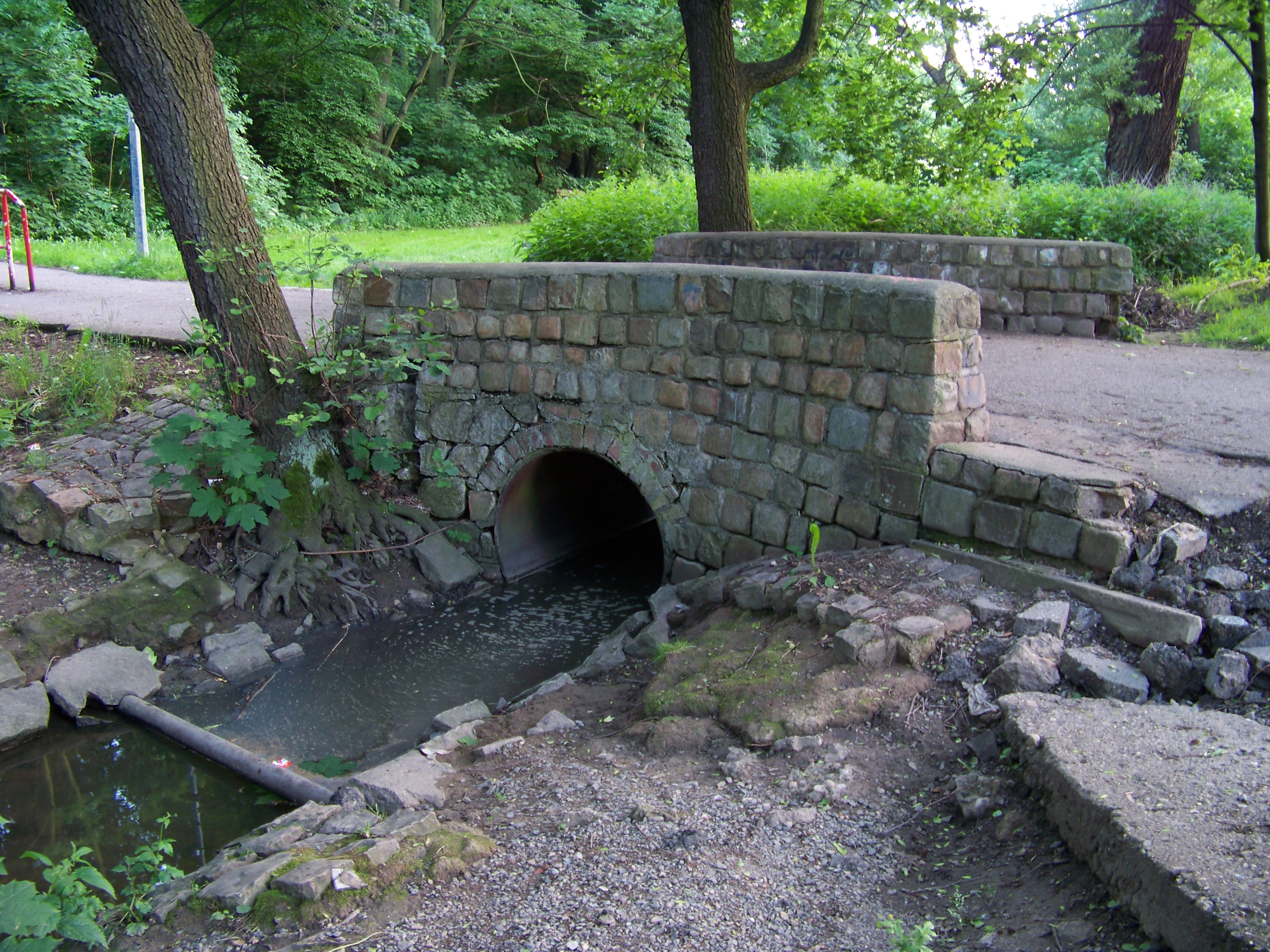
Mostek na Motolskym Potoku. Nad tym ciekiem zginęła ostatnia ofiara

### Anna Šťastná (Praga Motol, 3 października 1981)
Niepowodzenie z Šarką rozczarowało Hojera, w związku z czym zaczął wypatrywać kolejnej ofiary. Jeszcze przed napaścią na Jarovie (od maja 1981) krążył w okolicy swojego miejsca zamieszkania, czyli w dzielnicy Motol. Interesował go zwłaszcza położony na uboczy mostek na Motolskym Potoku, którędy prowadziła ścieżka od linii tramwajowej w ulicy Plzeňskiej. 3 października 1981 przechodziła tam pięćdziesięcioletnia Anna Šťastná, pracownica związku artystów muzyków, wracająca do domu. Wiekiem nie odpowiadała napastnikowi, lecz ten, atakując z tyłu, myślał, że ofiara jest młodsza. Na mostku pozdrowił ją, a nawet zamienił z nią kilka słów. Niespodziewanie zaatakował, zakrył dłonią usta i odciągnął w ustronne miejsce. Šťastná wydała krótki i głośny krzyk, który usłyszała kobieta z sąsiedniego domu, która nawet wyjrzała przez okno, ale nikogo nie zauważyła i powróciła do oglądania telewizji. Hojer trzymając nóż sadowniczy przy szyi ofiary, powalił ją na ziemię w zaroślach. Rozpiął jej futro, a nożem przeciął resztę ubrań i bieliznę. Jako że kobieta się broniła, zaczął ją dusić pończochą. Gdy straciła przytomność, zgwałcił ją, a następnie udusił rękoma. Ciało porzucił, zarzucając mu na głowę kurtkę. Zwłoki odnalazł następnego dnia przechodzień, który udał się w zarośla, by oddać mocz.     

## Ujęcie i egzekucja
Policja podjęła po ostatniej zbrodni szeroko zakrojone działania śledcze. Zaangażowano też media. Tylko w tej sprawie przesłuchano 144 świadków i przesłuchano 3500 osób. Inwigilacji poddano środowiska znanych funkcjonariuszom osób chorych psychicznie lub zaburzonych seksualnie. Początkowo podejrzanym był jeden z pacjentów Szpitala Psychiatrycznego na Bohnicach, który nie wrócił z przepustki. Przesłuchiwano go w styczniu 1982. Podczas tych rozmów wyznał, że udusił kobietę pończochą, co było punktem zwrotnym całego śledztwa. Wiadomość o pończosze nigdy nie była udostępniona mediom, a na miejscu zbrodni głowa i szyja ofiary osłonięte były kurtką. Problem stanowiło jednak alibi pacjenta, który w dniu morderstwa przebywał w areszcie. Ostatecznie przesłuchiwany ujawnił, że o pończosze dowiedział się od znajomego, Ľaďy Hojera, który mieszkał na Motolu.     

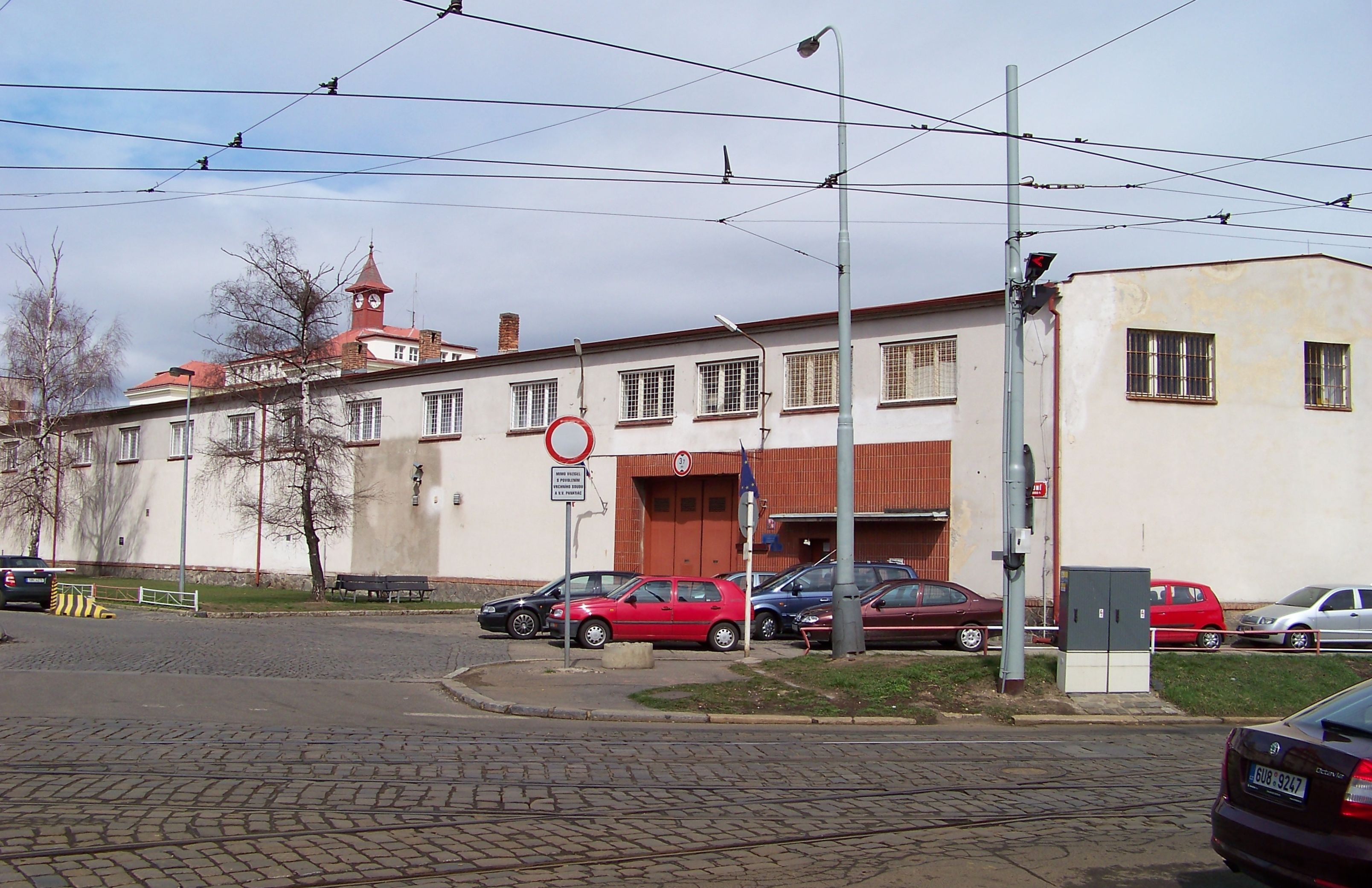
Więzienie Pankrác, miejsce stracenia zabójcy

W czwartek, 11 lutego 1982 Hojer został aresztowany przed swoim zakładem pracy. Był przesłuchiwany do następnego dnia rano i przyznał się do zabójstwa, mimo że nie stosowano żadnej przemocy. Śledztwo prowadził major Jiřĺ Markovič, który podejrzewał, że ma do czynienia z osobą odpowiedzialną za większą liczbę zbrodni. Pozostawiono mu papier, ołówek i tydzień czasu na namysł oraz samodzielne spisanie zeznań. Po tygodniu Hojer spisał długą listę gwałtów i czynów ekshibicjonistycznych, wraz z miejscami i datami wydarzeń. Korygując tę listę, śledczy uzyskali przyznanie się do zbrodni w Brnie. Wkrótce potem napastnik przyznał się do morderstwa w pociągu do Děčína, a w listopadzie 1982 do zabójstw w Děčínie i Ružínie. W trakcie wizji lokalnych Hojer ze szczegółami i chętnie pokazywał swoje działania. Niektóre źródła podają, że odtwarzając swoje czyny z żywymi statystami, był tak bardzo podniecony chwilą, że konieczne było zastąpienie ludzi manekinami. Zachowania te wywoływały nawet w obserwatorach chęć linczu. Ostatecznie postawiono go przed sądem jako oskarżonego o pięć zabójstw. Miejski Sąd w Pradze skazał go 9 listopada 1984 na karę śmierci. Wyrok potwierdziły Sąd Najwyższy Czech i Sąd Najwyższy Czechosłowacji. Sprawcę powieszono 7 sierpnia 1986 w więzieniu Pankrác. Wykonanie kary odkładano dwa razy, ponieważ zachorował na grypę, a prawo zakazywało stracenia osób chorych. Egzekucja trwała około 15 minut.     
Eksperci ocenili osobowość Hojera jako prymitywną i psychopatyczną. Brakowało mu najbardziej podstawowych nawyków moralnych i etycznych. Badanie psychiatryczne ujawniło ponadto brak szacunku dla życia bez szans na poprawę. Przeprowadzone badania wykazały też, że poza agresją seksualną przejawia on również agresję ogólną, więc nikt nie może zagwarantować, że nawet w przypadku przeprowadzenia kastracji lub terapii stereotaktycznej zachowanie sprawcy się nie powtórzy. Niezależnie od tego, ekspertyzy z zakresu psychiatrii wykazały, że wszystkie morderstwa zostały popełnione przez Hojera w stanie poczytalności, bez choroby psychicznej. Eksperci praktycznie wykluczyli jakąkolwiek możliwość reedukacji, a właściwa integracja ze społeczeństwem została w tym przypadku oceniona jako wysoce nieprawdopodobna.     
Wszystkie jego zbrodnie, do momentu aresztowania i przesłuchań, nie były rozpatrywane przez śledczych łącznie. Pewne punkty styczne wskazywano dla zbrodni w pociągu i w Děčínie, ale i tak spraw tych nie traktowano jako jednej. O morderstwie w Ružínie do końca nie wiedziano i gdyby nie przyznanie się Hojera, pozostałaby ona niewyjaśniona.    